# Architekt

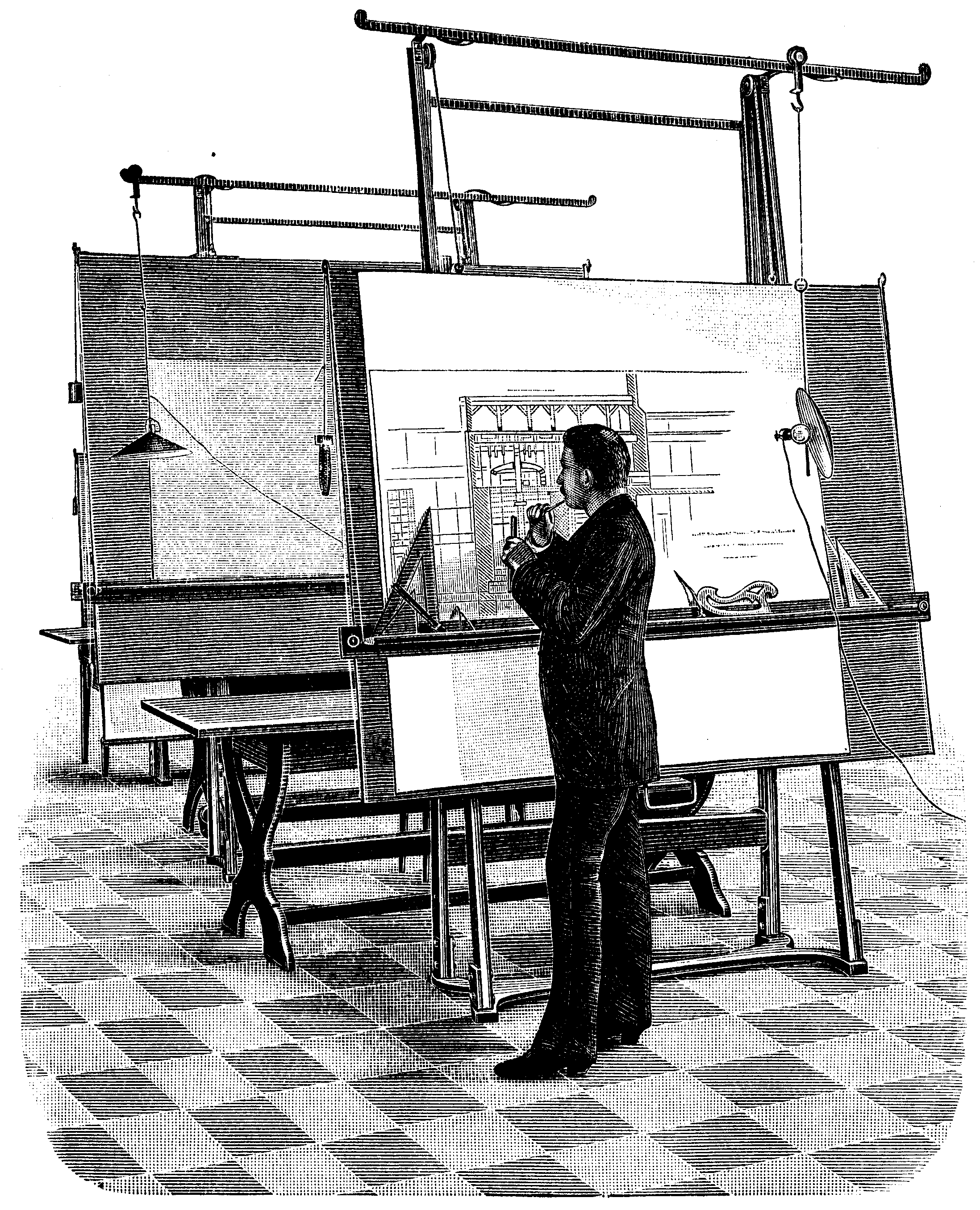
Architekt při práci

Architekt je člověk tvořící architekturu, tedy plán realizace budovy nebo souboru budov a také dohlíží na jeho realizaci. Slovo „architekt“ je odvozeno z latinského názvu architectus pocházejícího z řeckého slova arkhitekton = arkhi (vedoucí) + tekton (stavitel). V nejširším smyslu je architekt osobou, která transformuje potřeby uživatele do požadavků na stavitele. Architekt musí důkladně rozumět principům, vlastnostem a předpisům, kterým musí jeho design stavby odpovídat. Dále musí znát všechny prostředky, které může stavitel použít pro realizaci potřeb uživatele, aby byl schopen navrhnout co nejlepší kompromisní řešení s ohledem na požadavky, čas a náklady.

## Historie profese
Proces tvorby architekta neprošel modernizací do pozdního 19. století. Předtím architekti měli ateliéry a různorodý způsob vzdělávání od konvenční formy výuky jako na École nationale supérieure des beaux-arts (Škola výtvarných umění) ve Francii, která byla založena v polovině 17. století po nekonvenční, kdy studenti pracovali v architektonických ateliérech dokud nedosáhla profesní nezávislost. Vytvořila se také skupina architektů s vlastními finančními zdroji zejména ve Velké Británii v 18. století jako například Lord Burlington (Chiswick House 1723–49). Někteří architekti přešli k tomuto povolání z jiných uměleckých disciplín jako například sochař Gian Lorenzo Bernini, scénografové Filippo Juvarra a John Vanbrugh nebo sochař Michelangelo Buonarroti.
V roce 1440 florentský architekt Leon Battista Alberti napsal knihu De Re Aedificatoria, vydanou v roce 1485, rok před znovuvydáním prvního svazku Vitruvit, jehož autorem byl antický technik a architekt Marcus Vitruvius Pollio. Alberti jako první definoval postavení architekta, který by se měl v první řadě zabývat konstrukčním systémem s ohledem na vlastnostmi prostředí, materiálů a stavebních principů, v druhé řadě s artikulací díla vzhledem k využití a potřeby jeho uživatele a ve třetí řadě by se měl architekt zabývat proporcí a výzdobou budovy. Základem povolání architekta je neustále vytváření životních prostor pro jednotlivé okruhy lidské činnosti, jeho schopnost a znalosti potřebné k vytvoření návrhu a zaručující jejich využití ve všech stupních návrhu a realizace, architekt musí projít neustálým procesem vzdělávání podpořeným zkušenostmi z praxe. Práce architekta spojuje disciplíny jako je matematika, věda, umění, technologie, sociologie, politika, historie, filozofie a jeho vlastní přístup. Pollio jako první známý teoretik na poli architektury tvrdil: „Architektura je věda vycházející z množství jiných věd a lemována širokým okruhem podrobných znalostí, které pomáhají vytvořit postoj k umění.“ Dodává, že „architekt by měl být zběhlý v hudbě a astronomii.“ Polliova rozsáhlá definice architekta ve svém přeneseném významu platí i v současnosti navzdory komerci a výpočetní technice, která do značné míry změnila přístup moderního architekta v procesu tvorby.

## Současnost
Nejprestižnějším oceněním pro architekty je Pritzkerova cena, často nazývaná „Nobelovou cenou za architekturu“.
Architekt je osoba, navrhující podobu životního prostoru člověka. V ČR je označení architekt vázáno na akademické tituly – Ing. arch. (absolvent inženýrského studia VŠ), popřípadě akad. arch. od roku 1994 MgA. (absolvent umělecké VŠ) – nebo autorizaci Českou komorou architektů (obory autorizace: architektura, územní plánování a zahradní architektura). Přesto se dnes rozšiřuje použití označení architekt i pro tzv. softwarové „architekty“, což jsou většinou absolventi zcela jiného studia.

Architekti jsou profesionálové, kteří musí často navrhovat stavby s ohledem na bezpečnost a zdraví lidí. Vybrané činnosti ve výstavbě, jejichž výsledek ovlivňuje ochranu veřejných zájmů ve výstavbě, mohou samostatně vykonávat pouze fyzické osoby, které získaly oprávnění k výkonu těchto činností podle zákona č. 360/1992 Sb. jako autorizovaný architekt, autorizovaný inženýr nebo autorizovaný technik. Autorizované osoby v České republice registrují Česká komora architektů a Česká komora autorizovaných inženýrů a techniků činných ve výstavbě. Předpokladem pro přihlášení ke zkoušce odborné způsobilosti je absolvování předepsaného akademického vzdělání a odborné praxe pod vedením autorizovaného architekta. Seznam škol s uznaným vzděláním spravuje autorizační rada České komory architektů. Akademické vzdělání v architektonických oborech je potvrzeno titulem inženýr architekt (Ing. arch.), MgA. (na uměleckých školách) nebo Ing. (v případě krajinářské architektury). Po úspěšném absolvování zkoušky odborné způsobilosti se uchazeč stává autorizovaným architektem složením slibu:
„Slibuji na svou občanskou čest a své svědomí, že jako autorizovaný architekt budu při své práci usilovat o vytváření kvalitních architektonických děl, budu ctít zájmy klientů, jakož i zájmy veřejné, budu respektovat přírodní a kulturní hodnoty a budu se vždy řídit profesní etikou architekta.“
Stalo se pravidlem, že architekti soutěží o získání úkolu na významná veřejná díla v architektonických soutěžích, které se díky běhu doby staly osvědčeným nástrojem.